# Campionat del món de ciclisme en pista de 1920
El Campionat Mundial de Ciclisme en Pista de 1920 es va celebrar a Anvers (Bèlgica) del 6 d'agost al 8 d'agost de 1920.
Van ser els primers després de la Primera Guerra Mundial i es va prohibir la participació en els ciclistes alemanys. En total es va competir en 3 disciplines, 2 de professionals i 1 d'amateurs.

## Resultats

### Professional
| Prova                | Or                        | Argent                    | Bronze                      |
| Velocitat individual | Robert Spears · Austràlia | Ernest Kauffmann · Suïssa | William Bailey · Regne Unit |
| Darrere moto         | Georges Sérès · França    | Victor Linart · Bèlgica   | Paul Suter · Suïssa         |

### Amateur
| Prova                | Or                              | Argent                      | Bronze                    |
| Velocitat individual | Maurice Peeters · Països Baixos | Thomas Johnson · Regne Unit | Gerald Halpin · Austràlia |

## Medaller
| Pos. | País          | Or | Plata | Bronze | Total |
| 1    | Austràlia     | 1  | 0     | 1      | 2     |
| 2    | França        | 1  | 0     | 0      | 1     |
| -    | Països Baixos | 1  | 0     | 0      | 1     |
| 4    | Regne Unit    | 0  | 1     | 1      | 2     |
| -    | Suïssa        | 0  | 1     | 1      | 2     |
| 6    | Bèlgica       | 0  | 1     | 0      | 1     |